# Erziehungsfähigkeit
Erziehungsfähigkeit beschreibt die Fähigkeit von Sorgeberechtigten, die elterliche Sorge zum Wohl des Kindes auszuüben.
Die Erziehungsfähigkeit kann Gegenstand eines familienrechtspsychologischen Gutachtens sein, wenn ein Familiengericht über die Übertragung der Alleinsorge bei Getrenntleben der Eltern (§ 1671 BGB), über Maßnahmen bei Gefährdung des Kindeswohls wie den Sorgerechtsentzug (§ 1666 BGB) oder die Ausübung des Umgangrechts (§ 1684 Abs. 3, 4 BGB) zu entscheiden hat.

## Juristische Aspekte
Nach Art. 6 Abs. 2 und Abs. 3 des Grundgesetzes sind „Pflege und Erziehung der Kinder das natürliche Recht der Eltern und die zuvörderst ihnen obliegende Pflicht. Gegen den Willen der Erziehungsberechtigten dürfen Kinder nur auf Grund eines Gesetzes von der Familie getrennt werden, wenn die Erziehungsberechtigten versagen oder wenn die Kinder aus anderen Gründen zu verwahrlosen drohen.“ Diese primäre Erziehungszuständigkeit der Eltern beruht auf der Erwägung, dass die Interessen des Kindes in aller Regel am besten von seinen Eltern wahrgenommen werden und die spezifisch elterliche Zuwendung dem Wohl der Kinder grundsätzlich am besten dient. Daher müssen die Eltern ihre Erziehungsfähigkeit im Streitfall nicht positiv „unter Beweis stellen.“ Vielmehr setzt eine Trennung von Eltern und Kind umgekehrt voraus, dass ein das Kind gravierend schädigendes Erziehungsversagen mit hinreichender Gewissheit feststeht.
Der Begriff der Erziehung findet sich in § 1626 BGB (Elterliche Sorge, Grundsätze), § 1631 BGB (Inhalt der Personensorge) und 1666 BGB (Gerichtliche Maßnahmen bei Gefährdung des Kindeswohls). Der Begriff der Erziehungsfähigkeit selbst kennt keine Legaldefinition.
Die Rechtsprechung hat für die Prüfung der Erziehungseignung und -fähigkeit jedoch verschiedene Kriterien entwickelt. So erachtet der Bundesgerichtshof in seiner Rechtsprechung als gewichtige Gesichtspunkte des Kindeswohls die Erziehungseignung der Eltern, die Bindungen des Kindes, die Prinzipien der Förderung und der Kontinuität sowie die Beachtung des Kindeswillens. Diese Kriterien stehen aber nicht wie Tatbestandsmerkmale kumulativ nebeneinander. Jedes von ihnen kann im Einzelfall mehr oder weniger bedeutsam für die Beurteilung sein, was dem Wohl des Kindes am besten entspricht.

## Psychologische Aspekte
Der Begriff der Erziehungsfähigkeit und die Methodik zu deren Ermittlung sind nicht einheitlich. Eine 2014 veröffentlichte Studie kam zu folgendem Ergebnis: „Was psychologische Sachverständige in Deutschland unter dem Begriff Erziehungsfähigkeit verstehen und welche Aspekte der Erziehungsfähigkeit sie in der Praxis berücksichtigen, ist bisher nicht bekannt. In einer bundesweiten Fragebogenstudie wurden 600 rechtspsychologische und ärztliche Gutachter zu Inhalten und Methoden ihrer Begutachtungen befragt. Von den teilnehmenden 104 Sachverständigen (Rücklaufquote 17,3 %) gaben 90 % an, bei der Einschätzung von Erziehungsfähigkeit schematisch vorzugehen sowie die Faktoren Interaktions- und Kommunikationsfähigkeit, Pflege und Versorgung, Beziehungsfähigkeit, Bindungsfähigkeit, Vermittlung und Einhaltung von Regeln und Förderungsfähigkeit einzubeziehen.“
Beispiel für eine psychologische Definitionen ist:
„Erziehungsfähigkeit beschreibt die multidimensionale Fähigkeit von Eltern, Verantwortung für Kinder zu übernehmen und Kinder zu erziehen.“

## Österreich
In Österreich bezeichnet die „Erziehungsfähigkeit [...] die persönlichen Voraussetzungen von Lernenden, damit sie ihrer Verhaltensweisen und Einstellungen erfolgreich bzw. dauerhaft ändern können (z. B. Lernfähigkeit). Erziehungsfähigkeit enthält aber auch Möglichkeiten zu selbstbestimmten Veränderungen, also den Zögling als Subjekt.“